# 豐永站
33°47′49″N 133°45′35″E / 33.796835°N 133.75963°E
豐永站（日语：／ Toyonaga eki */?）是一位於日本高知縣長岡郡大豐町東土居、隸屬於四國旅客鐵道（JR四國）的鐵路車站。車站編號為D29。
1934年，前身為土讚南線延長至本站，由高知開出的列車均以本站為終點站，翌年，由阿波池田站開始土讚北線也延長至止，自此，土讚線由多度津至高知正式連繫起來。
以往，本站是急行列車的停車站。但自從JR四國廢除了急行列車後，將一部份特急列車改停本站，現時則只停靠普通列車。
另外，自2010年9月1日起，本站亦由有站員駐守，降格為無人車站。

## 車站結構
現時車站為第二代建築，但和其他車站不同的是，原本的站舍仍然保留下來作為倉庫之用。新站舍位於舊車站西南方向大田口站方向，外牆採用和大杉站相近的圓木柱砌成。內有候車室、原站務員室及洗手間。無人化前，候車室內已加設了自動售票機，方便乘客能在委託時間以外都能先購好票。
本站原先設有島式月台、側式月台各一個，共提供2面3線的配置；最近站舍為1號月台，而最遠的側式月台為3號月台。月台的有效長度為4卡。
另外，靠近站舍另再設貨物用及留置用的路軌。各月台和站舍以行人天橋連接，置於月台末端向大田口站方向。因應近年途經班次減少，除留置路軌早已拆除外，3號月台亦已停用，而通往月台的天橋及月台邊均已加裝圍欄封閉。
現時每天只提供下行8班、上行7班的普通列車服務，上午除首班次前往土佐山田外，其他皆以高知為總站，下行則全以阿波池田為總站。

### 月台配置
| 月台 | 路線    | 方向 | 目的地             |
| ---- | ------- | ---- | ------------------ |
| 1    | ■土讚線 | 上行 | 阿波池田方向       |
| 2    | ■土讚線 | 下行 | 土佐山田、高知方向 |

## 歷史
- 1934年10月28日：開業。
- 1969年10月1日：貨物運送服務取消。
- 1984年2月1日：簡易委託化。
- 1987年2月：新一代站舍竣工。
- 1987年4月1日：日本國鐵分割民營化，車站的營運由JR四國繼承。
- 2010年9月1日：降格為無人化。

## 相鄰車站
四國旅客鐵道（JR四國）
■土讚線
土佐岩原（D28）－豐永（D29）－大田口（D30）